# 海兵隊戦争記念碑
海兵隊戦争記念碑（かいへいたいせんそうきねんひ、United States Marine Corps War Memorial）または硫黄島記念碑（いおうじまきねんひ、Iwo Jima Memorial）は、アメリカ合衆国バージニア州アーリントン郡にある戦争記念碑である。この記念碑は、1775年の大陸海兵隊設立以来のアメリカ合衆国のために命を落としたアメリカ海兵隊員を記念するものである。ジョージ・ワシントン・メモリアル・パークウェイのアーリントン・リッジ公園の中にあり、近くにはアーリントン国立墓地のオード・ワイツェル門とネザーランズ・カリヨンがある。1954年に製作され、1955年に公園を管理する国立公園局に引き渡された。
この記念碑は、第二次世界大戦中の1945年2月の硫黄島の戦いにおいて、6人の海兵隊員が摺鉢山の頂上に星条旗を立てる様子をジョー・ローゼンタールが撮影した写真（硫黄島の星条旗）を元にしている。

## 歴史

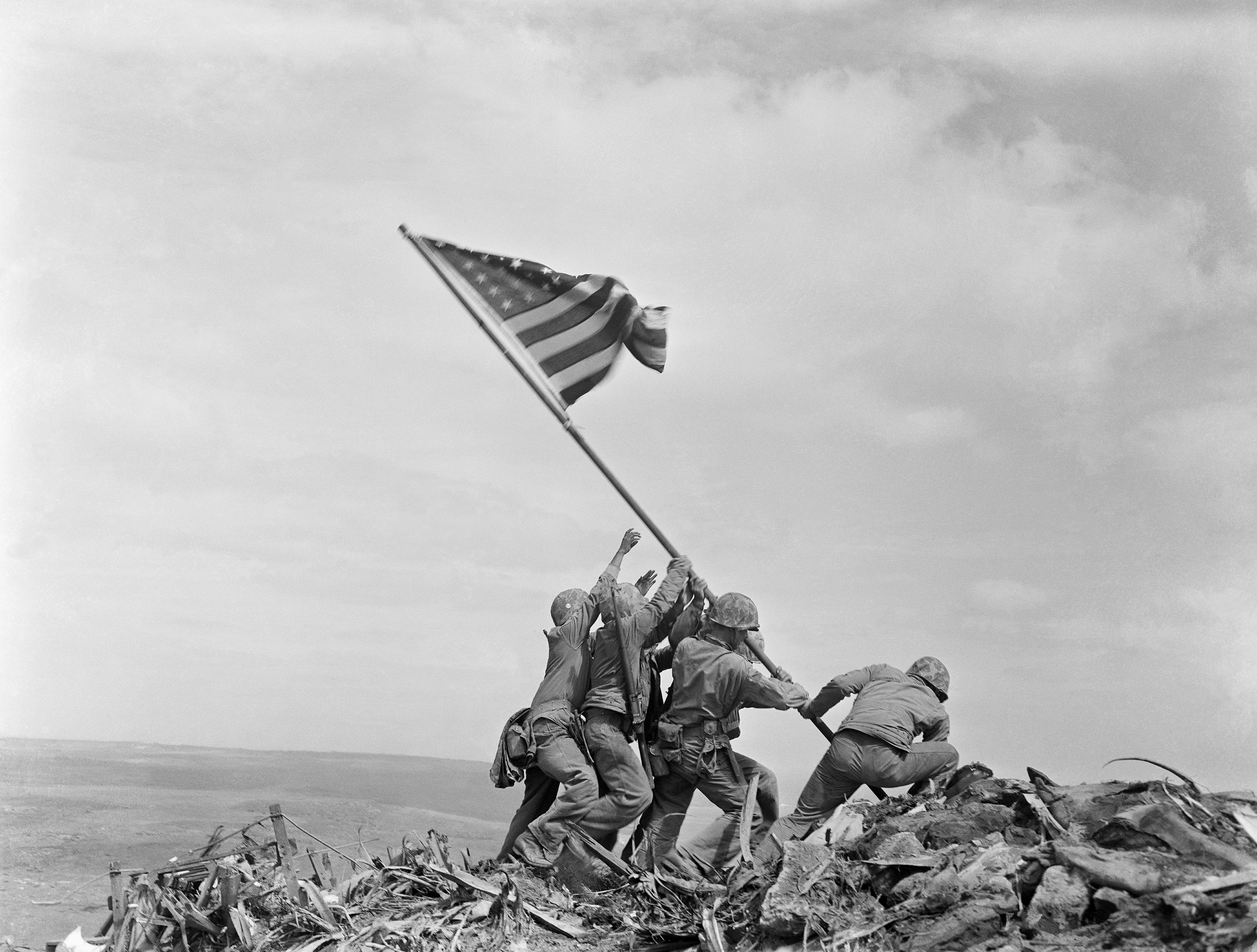
元となった写真『硫黄島の星条旗』

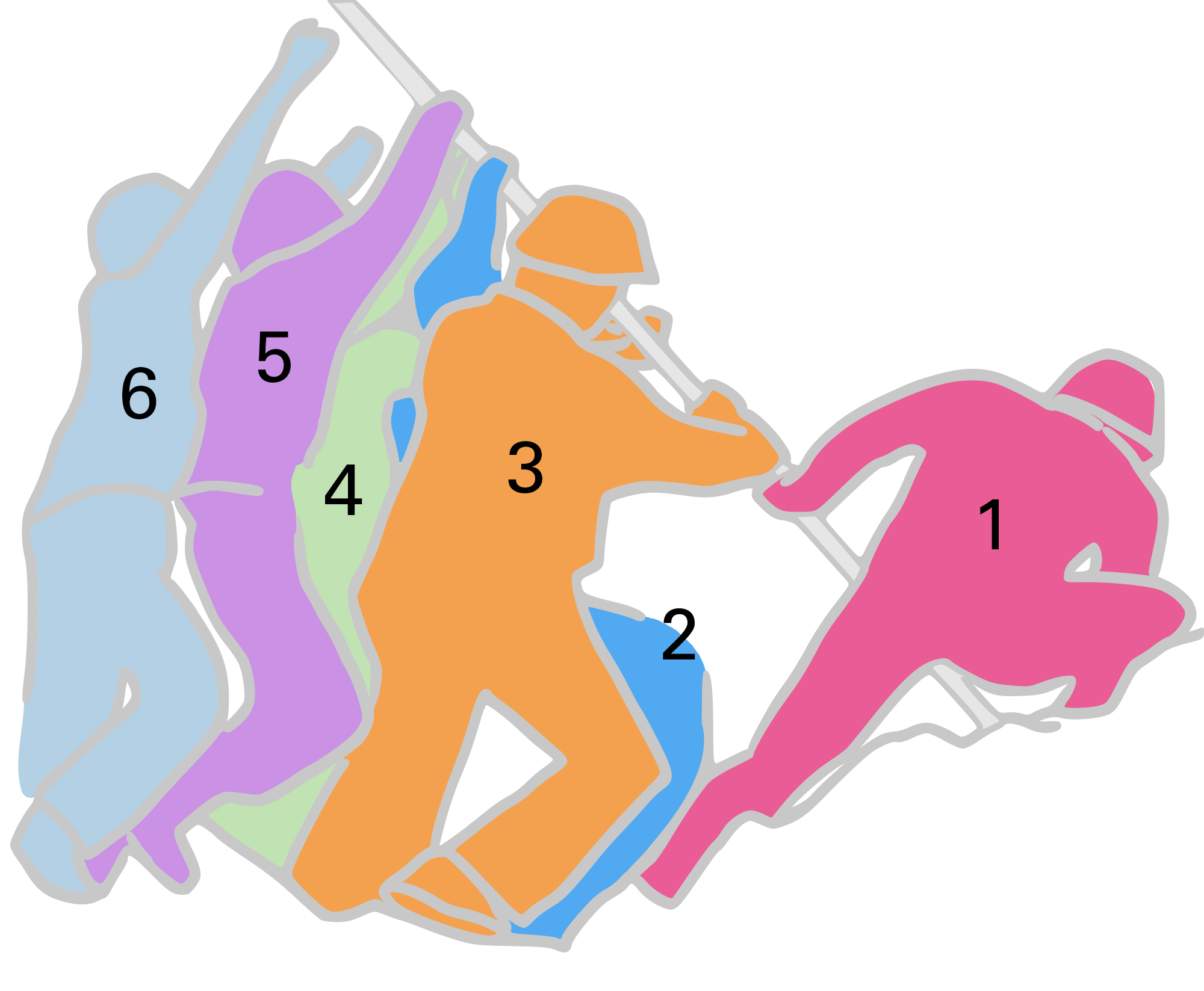
記念碑のモデルとなった6人の海兵隊員
#1, ハーロン・ブロック伍長
#2, ハロルド・ケラー伍長
#3, フランクリン・スースリー上等兵
#4, マイケル・ストランク軍曹
#5, ハロルド・シュルツ上等兵
#6, アイラ・ヘイズ上等兵

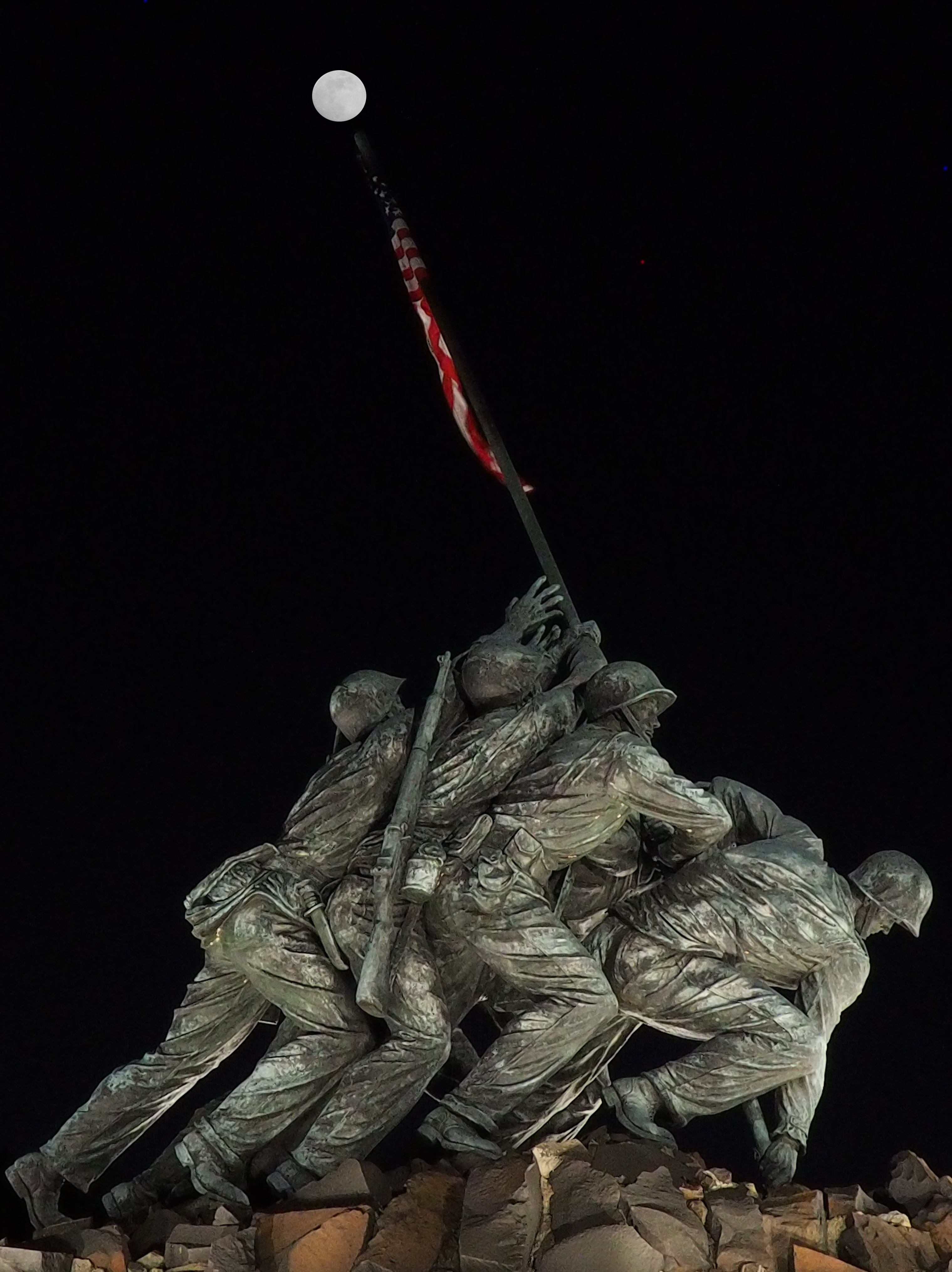
夜の海兵隊戦争記念碑

1945年2月23日、硫黄島の南端の摺鉢山を占領した海兵隊は山頂に星条旗を掲げたが、最初に掲げたものは小さすぎて山麓から見えないとして、より大きな星条旗が6人の海兵隊員によって掲げ直された。ローゼンタールが撮影したのはその2回目の掲揚の様子であり、この記念碑の中心にある像はその写真を元に作られた。掲揚の様子をビル・ジェノウスト軍曹がローゼンタールの横に立ってカラー映像で撮影しており、その映像から、2回目の星条旗掲揚は「やらせ」ではないことが判明した。ローゼンタールの写真に写っているのは、右から以下の6人である。
- 1人目: ハーロン・ブロック伍長（戦死）
- 2人目: ハロルド・ケラー（英語版）伍長
- 3人目: フランクリン・スースリー上等兵（戦死）
- 4人目: マイケル・ストランク軍曹（戦死）
- 5人目: ハロルド・シュルツ（英語版）上等兵
- 6人目: アイラ・ヘイズ上等兵

当時アメリカ海軍に従軍画家として入隊していた彫刻家のフェリックス・ド・ウェルドンは、この写真を見て、週末の1日で像のマケット（原型）を作った。ド・ウェルドンは建築家のホレイス・W・ピーズリーとともに記念碑の設計を行い、記念碑建立の提案を連邦議会に提出したが、戦時中は資金を調達することができなかった。1947年、記念碑建立の資金を調達するための基金が設立された。
海兵隊連盟が記念碑の建立を承認し、ド・ウェルドンに像の製作を依頼した。1951年に連邦議会に承認され、記念碑の建造が開始された。ド・ウェルドンは3年かけて石膏で原寸大の原型を制作した。人物の高さは9.8メートルだった。これを分解してそれぞれをブロンズで鋳造した。土台は、スウェーデン南部のロンスボダの採石場で採れた花崗岩でできている。
海兵隊が硫黄島に上陸してからちょうど9年後の1954年2月19日に起工式が行われ、第20代海兵隊総司令官レミュエル・C・シェパードが鍬入れを行った。同年9月に記念碑の建設が始められた。鋳造したブロンズ像の部品はニューヨークのブルックリンで12個のピースに組み立てられた。3台のトラックでアーリントンに運ばれて1つの像に組み立てられ、それに18メートルの旗竿が付け加えられた。総工費は敷地の整備を含めて85万ドルだった。そのほとんどが現役および引退した海兵隊員からの寄付で賄われたほか、海兵隊員の友人や海軍関係者からの寄付もあり、公的資金は一切使われなかった。

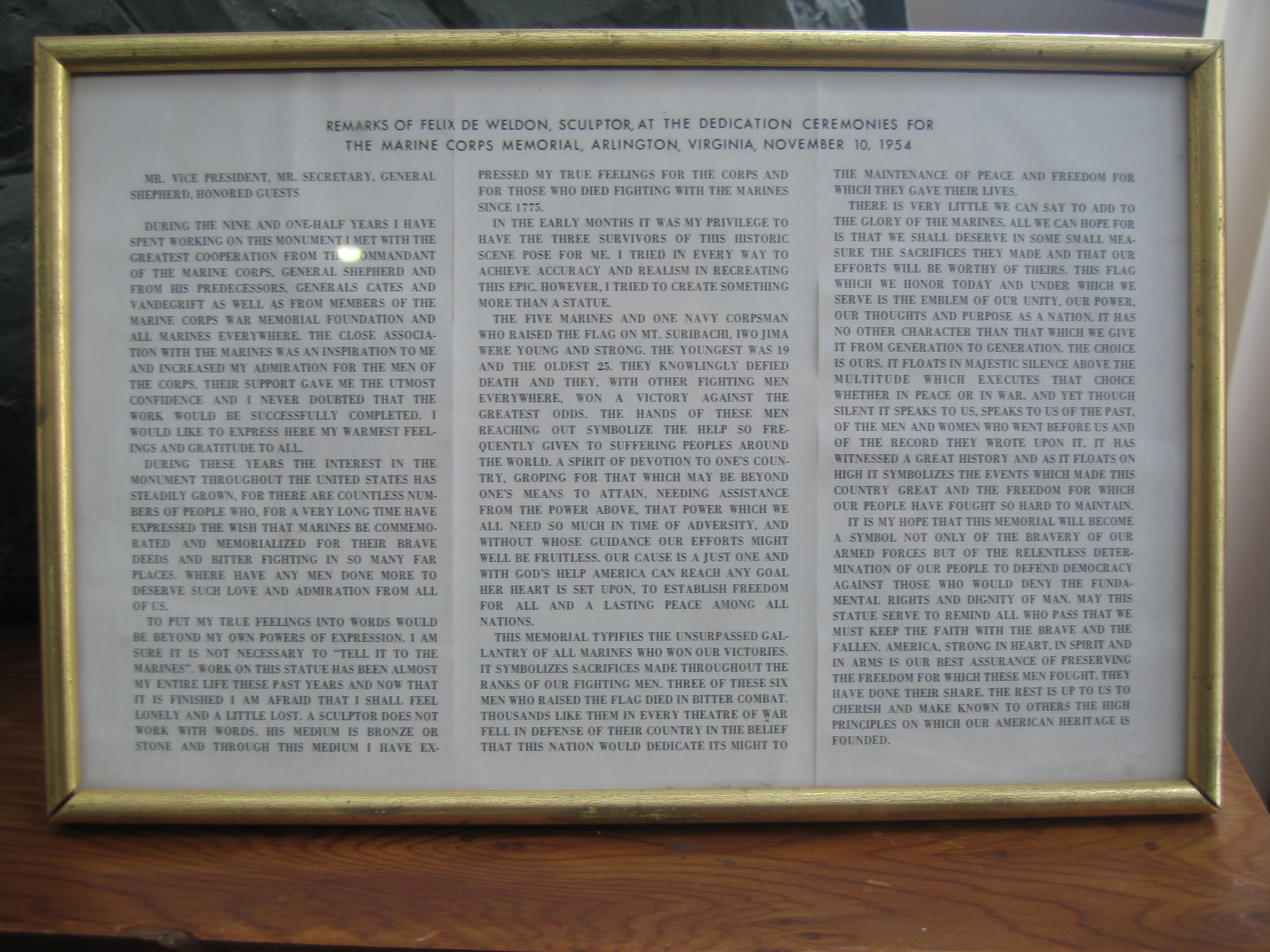
1954年の落成式におけるド・ウェルドンの演説

海兵隊創設179周年の日にあたる1954年11月10日に除幕式が行われた。式典にはドワイト・D・アイゼンハワー大統領、リチャード・ニクソン副大統領、チャールズ・アーウィン・ウィルソン国防長官、ロバート・バーナード・アンダーソン国防副長官、オーム・ルイス内務省次官補、レミュエル・C・シェパード海兵隊総司令官などが参列した。従軍聖職者による祈祷や来賓の挨拶が行われ、記念碑が米国民の財産となった後、記念碑の旗竿に星条旗が掲げられた。像を制作したド・ウェルドンが演説をし、ニクソン副大統領が答辞を行った。
1961年6月12日、ジョン・F・ケネディ大統領はこの記念碑に24時間星条旗を掲揚することを布告した。硫黄島の戦いの当時の星条旗の星の数は48個だったが、この記念碑に掲揚される星条旗はその時点で定められている最新のもの（1960年以降は星が50個）である。これは、この記念碑が硫黄島の戦いや第二次世界大戦で戦死した海兵隊員だけでなく、全ての海兵隊員に捧げられたものであるためである。

## 台座の文言
記念碑の台座には、以下の文言が刻まれ、その上部にはこれまでに海兵隊が参加した全ての戦闘行動またはその場所が金色の文字で刻まれている。
正面（西側）: "Uncommon Valor Was A Common Virtue" – "Semper Fidelis"（並々ならぬ勇気は共通の美徳だった――常に忠実な）
背面（東側）: "In Honor And Memory Of The Men Of The United States Marine Corps Who Have Given Their Lives To Their Country Since 10 November 1775"（1775年11月10日以来、祖国のために命を捧げたアメリカ海兵隊の男達への敬意と追悼の意を込めて。）
また、台座の正面左下と右下には、彫刻を製作したフェリックス・ド・ウェルドンと元となった写真を撮影したジョー・ローゼンタールの名前が刻まれている。ローゼンタールの名前は1982年に追加された。

### 碑文
Dedicated To The Marine Dead Of All Wars, And Their Comrades Of Other Services Who Fell Fighting Beside Them.
Created By Felix De Weldon, And Inspired By The Immortal Photograph Taken By Joseph J. Rosenthal On February 23, 1945, Atop Mt. Suribachi, Iwo Jima, Volcano Islands.
Erected By The Marine Corps War Memorial Foundation, With Funds Provided By Marines And Their Friends, And With The Cooperation And Support Of Many Public Officials.

Dedicated, November 10, 1954

全ての戦争で亡くなった海兵隊員と、彼らと共に戦った他の仲間に捧ぐ。
1945年2月23日、火山島硫黄島の摺鉢山山頂でジョセフ・J・ローゼンタールによって撮影された不朽の写真に触発されてフェリックス・ド・ウェルドンによって製作された。
海兵隊戦争記念財団が、海兵隊員とその友人から提供された資金と、多くの公職者の協力と支援を受けて建立した。

奉献 1954年11月10日

### 主な戦闘行動
- Revolutionary War（独立戦争） 1775–1783
- French Naval War（擬似戦争） 1798–1801
- Tripoli（トリポリ戦争） 1801–1805
- War of 1812（米英戦争） 1812–1815
- Florida Indian Wars（第二次セミノール戦争）
- Mexico（米墨戦争） 1846–1848
- War Between the States（南北戦争） 1861–1865
- Spanish War（米西戦争） 1898
- Philippine Insurrection（米比戦争） 1898–1902
- Boxer Rebellion（義和団の乱） 1900
- Nicaragua（ニカラグアへの介入） 1912
- Vera Cruz（ベラクルスへの介入（英語版）） 1914
- Haiti（ハイチへの介入（英語版）） 1915–1934
- Santo Domingo（ドミニカ共和国占領） 1916–1924
- World War I（第一次世界大戦） 1917–1918
  - Belleau Wood（ベローウッドの戦い（英語版））
  - Soissons（ソワソンの戦い（英語版））
  - St. Mihiel（サン・ミエルの戦い（英語版））
  - Blanc Mont（ブラン・モンの戦い（英語版））
  - Meuse-Argonne（ムーズ・アルゴンヌ攻勢）
- Nicaragua（ニカラグア占領） 1926–1933
- World War II（第二次世界大戦） 1941–1945
  - 1941年
  - Pearl Harbor（真珠湾攻撃）
  - Wake Island（ウェーク島の戦い）
  - Bataan（バターンの戦い（英語版）） & Corregidor（コレヒドールの戦い（英語版））
  - 1942年
  - Midway（ミッドウェー海戦）
  - Guadalcanal（ガダルカナル島の戦い）
  - 1943年
  - New Georgia（ニュージョージア島の戦い）
  - Bougainville（ブーゲンビル島の戦い）
  - Tarawa（タラワの戦い）
  - New Britain（ニューブリテン島の戦い）
  - 1944年
  - Marshall Islands（マーシャル諸島の戦い）
  - Marianas Islands（マリアナ諸島の戦い）
  - Peleliu（ペリリューの戦い）
  - 1945年
  - Iwo Jima（硫黄島の戦い）
  - Okinawa（沖縄戦）
- Korea（朝鮮戦争） 1950
- Lebanon（レバノン紛争（英語版）） 1958
- Vietnam（ベトナム戦争） 1962–1975
- Dominican Republic（ドミニカ内戦（英語版）） 1965
- Lebanon（レバノン駐留多国籍軍（英語版）） 1981–1984
- Grenada（グレナダ侵攻） 1983
- Persian Gulf（湾岸戦争） 1987–1991
- Panama（パナマ侵攻） 1988–1990
- Somalia（ソマリア内戦） 1992–1994
- Afghanistan（アフガニスタン紛争） 2001–2021
- Iraq（イラク戦争） 2003–2011

## 噂と批判
記念碑は6人の姿が象られているが、腕が全部で13本あるという根強い噂があり、その理由として様々な憶測が語られている。像を製作したド・ウェルドンはこの噂について、「13本の腕。誰が13本の腕を欲しているんだ? 12本で十分だ」と述べて否定している。
1998年、この記念碑の近くにアメリカ空軍記念碑を建てる議論がされているときに、アメリカ合衆国美術委員会委員長のJ・カーター・ブラウンは、この記念碑がキッチュであると評した。「これは写真から取られたものであり、かつてこの委員会の委員であったとは言えミケランジェロのように後世に伝わるような人物ではない彫刻家によって作られたものであり、しかもその設置場所のせいで非常に印象的になってしまっている」とブラウンは述べた。他の委員からは、ブラウンの発言に対する反論や、ブラウンの辞任を求める声が出た。

## 改修
2015年4月29日、慈善家のデイヴィッド・ルーベンスタインは、2013年に死去した元海兵隊員の父と、アメリカ合衆国のために命を落とした全ての海兵隊員に敬意を表して、この記念碑の改修のために国立公園財団に537万ドルを寄付した。この寄付金により、記念碑の大規模な改修が行われた。公園管理局では定期的にメンテナンスは行ってきたが、大規模な改修は1954年の建立以来初めてだった。改修工事は3回に分けて行われ、2018年に完了した。

## 関連する記念碑
第二次世界大戦中、彫刻のための政府から資金提供がなされなかったため、ド・ウェルドンが自分で資金を出し、現在の記念碑の3分の1の大きさのキャストストーンによる像をワシントンD.C.で製作し、倉庫で保管された。1947年に一旦空母で展示された後、再び倉庫に戻された。この像は、2013年2月にニューヨークの第二次世界大戦遺物専門のオークションに出品される予定だったが、最低落札価格に達せず出品されなかった。
その他、以下に示す関連する記念碑や、この記念碑のレプリカが各地にある。
- この記念碑の石膏製の原型は、テキサス州ハーリンジンの私立学校・マリーン・ミリタリー・アカデミー（英語版）にある。この地には、『硫黄島の星条旗』に写っており、その後硫黄島で戦死したハーロン・ブロックの墓所がある。
- ロードアイランド州ニューポートの海軍大学校内のスプルーアンス・ホールのロビーに、この記念碑の小さなレプリカがある。これは、ニューポートに住む彫刻家が製作して寄贈したものである。
- 3つの海兵隊基地にこの記念碑のスケールダウンしたレプリカがある。
  - バージニア州クワンティコ（英語版）のクワンティコ海兵隊基地（英語版）
  - ハワイ州カネオヘ湾（英語版）のハワイ海兵隊基地（英語版）。
  - サウスカロライナ州パリスアイランドのパリスアイランド海兵隊リクルートデポ（英語版）。ド・ウェルドン自身によって製作された3分の1サイズのレプリカがある。海兵隊新兵の最終試験では、この像までの9マイルの距離を54時間かけて歩く。その後新兵は、この像の前で教官から国旗掲揚の意味についての演説を受け、一人前の海兵隊員であることを示す徽章を授与される[14][15]。
- 1964年、フロリダ州ケープコーラルに似た像（同一ではない）が建てられた[16]。
- 1973年5月18日、メリーランド州のパタクセント・リバー海軍航空基地にこの記念碑のブロンズレリーフが設置された。
- ペンシルベニア州エリスバーグのクーノベルズ・アミューズメント・リゾート（英語版）には、第二次世界大戦50周年を記念してこの像のレプリカが建立された。
- コネチカット州ニューイントン（英語版）には、この像と同じデザインの「国立硫黄島記念碑（英語版）」がある。この記念碑は、硫黄島の戦いで亡くなった6821人の米軍兵士を追悼するものである。
- 2005年、マサチューセッツ州のトーントン川（英語版）河畔のバイセンテニアル公園に、この記念碑のレプリカが献納された[17]。
- 国立海兵隊博物館（英語版）の建物の傾斜は、この像をモチーフとしたものである。